# Albert Sigismund Jaspis

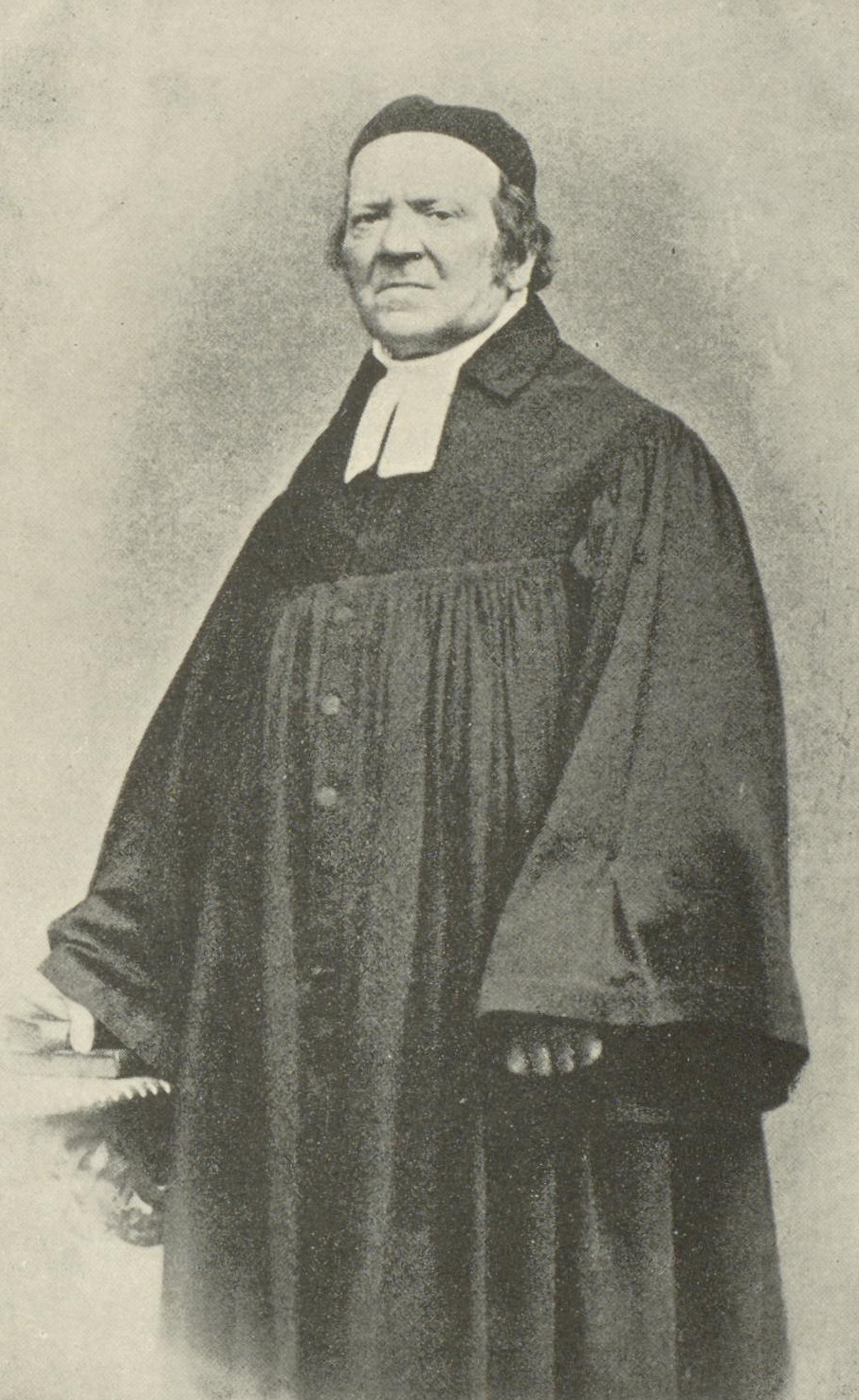
Albert Sigismund Jaspis

Albert Sigismund Jaspis (* 15. Februar 1809 in Nossen (Sachsen); † 20. Dezember 1885 in Stettin) war ein lutherischer Theologe und Generalsuperintendent von Pommern.

## Leben
Albert Sigismund Jaspis wurde als Sohn des Gerichtsdirektors und Jurispracticus Gotthelf Sigismund Jaspis und seiner Ehefrau Johanna Auguste Günther geboren. Er besuchte das Gymnasium Freiberg und studierte ab 1827 Theologie an der Universität Leipzig. In den Jahren 1831 und 1832 absolvierte er die theologischen Examina vor dem Sächsisch Königlichen Ober-Konsistorium und erwarb auch den philosophischen Magistergrad.
Von 1832 bis 1835 war er als Katechet und Nachmittagsprediger an der Peterskirche in Leipzig tätig, bevor er 1835 durch den Patron Fürst Otto Victor I. von Schönburg zum Pfarrer in Lugau berufen wurde. Hier heiratete er am 3. August 1835 Amalie Jaspis, die Tochter des verstorbenen Püchauer Pfarrers.
1838 berief ihn wiederum das Fürstlich Schönburgsche Patronat in eine Diakonusstelle in Lichtenstein und gleichzeitig zum Pfarrer von Rödlitz.
Im Jahre 1845 übernahm Jaspis die dritte Pfarrstelle der lutherischen Gemeinde in Elberfeld, die er zehn Jahre innehatte. Dann folgte – auf Empfehlung von Generalsuperintendent Johann Friedrich Möller an Kultusminister von Raumer – der Ruf der zum Generalsuperintendenten von Pommern in Stettin in der Nachfolge von Carl Ritschl. Dreißig Jahre versah er dieses Amt bis zu seinem Tode im 77. Lebensjahr. Sein Nachfolger wurde Heinrich Poetter.

## Werke
- Erinnerungen an eine Zeit, wo es trübe und finster war. Dargeboten in 14 Predigten aus den Leidensjahren 1846 und 1847. Hassel, Elberfeld 1847.
- Daß uns die Gaben des heiligen Geistes in dieser Zeit des Ernstes besonders nöthig seien : eine Festpredigt für festlose Zeiten des bewegten Jahrs 1849, gehalten am 1. Pfinsttage, den 27. Mai 1849, nach der Volksbewegung zu Elberfeld, vor der dasigen evangelisch-lutherischen Gemeinde. Bertelsmann, Gütersloh 1849 (Digitalisierte Ausgabe der Universitäts- und Landesbibliothek Düsseldorf).
- Der kleine Catechismus Luthers. Aus sich selbst erklärt, wie aus der heiligen Schrift, namentlich ihren Geschichten erläutert. Zugleich ein Hülfsbüchlein, durch den Unterricht in der biblischen Geschichte die Unterweisung in der evangelischen Heilslehre vorzubereiten. Hassel u. a., Elberfeld 1850.
- Natur und Gnade in unseren Geistesleben. 2 Predigten. Friderichs, Elberfeld 1852.